# Dispatches
Dispatches ist ein Sachbuch im Stile des New Journalism des US-amerikanischen Schriftstellers Michael Herr (1940–2016), der von seinen Erfahrungen als Kriegsberichterstatter für das US-amerikanische Männermagazin Esquire und das Musikmagazin Rolling Stone im Vietnamkrieg berichtet. Das 1977 von Alfred A. Knopf, Inc. und Vintage Books publizierte Werk war das erste seiner Art in der amerikanischen Literatur, das die Kriegserfahrungen von Infanteristen im Vietnamkrieg in den Mittelpunkt stellte und dokumentierte. Der Verlag Rogner & Bernhard veröffentlichte 1979 eine von Benjamin Schwarz übersetzte deutsche Fassung mit dem Buchtitel An die Hölle verraten. Der englische Originaltitel Dispatches [dɪˈspætʃes] bedeutet Kriegsberichte.

## Entstehung
Michael Herr (1940–2016) war ein US-amerikanischer Schriftsteller und Drehbuchautor. Von 1967 bis 1969 berichtete er 18 Monate lang als Korrespondent vom Zweiten Indochinakrieg. Als Anhänger romanartiger Reportagen im Stile des New Journalism verstand sich Herr als subjektiver Bestandteil seiner Erzählungen. Als solcher mied er die täglichen Pressekonferenzen der US-Regierung und hielt sich stattdessen bevorzugt bei den kämpfenden Infanterieeinheiten im Felde auf, um deren Ängste, Erschöpfung und Drogenmissbrauch zu dokumentieren. Herr tat sich mit dem englischen Fotojournalisten Tim Page und dem Fotografen Sean Flynn zusammen und bereiste mit den Transporthubschraubern der United States Army und Navy die verschiedenen Stützpunkte und Operationsgebiete. Im Winter 1968 strandeten die Reporter während der Belagerung und Schlacht um Khe Sanh in der dortigen Combat Base.
Für den Esquire verfasste Herr die fünf Artikel „Hell Sucks“ (1968), „Khesanh“ und „Conclusion at Khesanh“ (beide in 1969), „The War Correspondent: A Reappraisal“ (1970) und „High on War“ (1977).
Nach der Rückkehr aus Vietnam schrieb der Autor seine Erinnerungen über fünf Jahre in Form einer Denkschrift nieder, deren Veröffentlichung mehrere Verlage in Deutschland anfangs ablehnten. In dem Buch werden auch die befreundeten Kriegsberichterstatter Dana Stone und Dale Dye erwähnt.

## Sprache und Stil
Nach Ansicht des Tagesspiegels hörte Michael Herr „genau hin, er sog die mit Kraft- und Fäkalausdrücken durchsetzte Soldatensprache auf, als seien es Songzeilen.“ Der Publizisten Michael Naumann beschreibt Herrs Sprachstil als „lapidar, trivial, mörderisch, zynisch, doch nie ironisch“:

„Aber was für ’ne Geschichte er mir erzählte, zugespitzt und pathetisch wie nur irgendeine Kriegsgeschichte, die ich je gehört hatte, ich brauchte ein Jahr, bis ich sie kapierte: ‚Patrouille ging ’n Berg rauf. Einer kam wieder. Er starb, bevor er uns erzählen konnte, was passiert war.‘ – Ich wartete auf den Rest, aber so ’ne Geschichte wars anscheinend nicht.“

Nach Meinung von Adam Bernstein in der Washington Post ist das Buch „part autobiography, part journalism but largely fiction“ (deutsch: „teilweise autobiografisch, teilweise journalistisch, doch größtenteils fiktional“).
Das Buch ist in die sechs Kapitel „Breathing In“, „Hell Sucks“, „Khe San“, „Illumination Rounds“, „Colleagues“ und „Breathing Out“ gegliedert.

## Kritiken
Der Journalist C. D. B. Bryan bezeichnete Dispatches 1977 im Book Review der New York Times als bestes über den Vietnamkrieg geschriebenes Buch. Auch der englische Schriftsteller John le Carré bezeichnete es als “the best book I have ever read on men and war in our time” (deutsch: „das beste Buch, das ich jemals über Männer und Krieg in unserer Zeit gelesen habe“), und der indisch-britische Autor Salman Rushdie sekundierte: “He wrote the greatest book about Vietnam”.

„In die kleine Reihe authentischer, ohnmächtig-wahrer Kriegsbücher ist Michael Herrs An die Hölle verraten aufzunehmen. Von den berühmten Kriegsbüchern unterscheiden sich Herrs Berichte allerdings durch einen Defekt. Es fehlt ihnen die moralische Ahnung, das unausgesprochene ‚Du sollst nicht töten‘, die dem literarischen Entsetzen über die Mordlust der ersten zwei Weltkriege noch den frommen Glauben unterlegte, daß die Welt für Bomben und Granaten, für Krupps und Schneiders nicht geschaffen sei.“

“We have all spent 10 years trying to explain what happened to our heads and our lives in the decade we finally survived – but Michael Herr’s Dispatches puts all the rest of us in the shade.”

„Wir alle haben 10 Jahre damit verbracht, zu erklären, was in der Dekade, die wir letztlich überlebten, unseren Köpfen und Leben zugestoßen ist – doch Michael Herrs Dispatches stellt uns alle in den Schatten.“

Dispatches is beyond politics, beyond rhetoric, beyond ‘pacification’ and body counts and the ‘psychotic vaudeville’ of Saigon press briefings. Its materials are fear and death, hallucination and the burning of souls. It is as if Dante had gone to hell with a cassette recording of Jimi Hendrix and a pocketful of pills: our first rock-and-roll war, stoned murder.

„Dispatches ist jenseits von Politik, jenseits von Phrasen, jenseits von ‚Beschwichtigung‘ und Opferzahlen und dem ‚psychotischen Varieté‘ der Pressekonferenzen in Saigon. Es ist als wäre Dante zur Hölle gefahren mit Kassettenaufnahmen von Jimi Hendrix und einer Handvoll Pillen: Unser erster Rock-’n’-Roll-Krieg, berauschter Mord.“

Dispatches wurde 2009 in die Buchreihe Everyman’s Library aufgenommen und als „zeitgenössischer Klassiker“ neu aufgelegt. Der Literaturkritiker Robert McCrum von der britischen Tageszeitung The Guardian führte 2016 Dispatches in der „Liste der 100 besten Sachbücher“ auf.

## Rezension
Nach dem Erfolg des Buches arbeitete Michael Herr für die Filmindustrie in Hollywood. Er schrieb die Voice-over-Monologe von Captain Willard für den Kriegsfilm Apocalypse Now (1979) von Regisseur Francis Ford Coppola und war zusammen mit Regisseur Stanley Kubrick und Drehbuchautor Gustav Hasford maßgeblich am Drehbuch von Full Metal Jacket (1987) beteiligt. Von den in Dispatches beschriebenen Soldaten wurden mehrere Grundlage für Charaktere in den zwei US-amerikanischen Spielfilmen.